# Rosa Rodríguez
Rosa Andreína Rodríguez Pargas (* 2. Juli 1986 in Acarigua) ist eine venezolanische Leichtathletin, die sich auf den Hammerwurf spezialisiert hat. Sie siegte bei Südamerikameisterschaften, Südamerikaspielen sowie bei den Panamerikanischen Spielen und zählt damit zu den erfolgreichsten Hammerwerferin des Kontinents. Seit 2012 lebt und trainiert sie in Slowenien. Ihr Trainer ist Vladimir Kevo.

## Sportliche Laufbahn
Erste Erfahrungen bei internationalen Meisterschaften sammelte Rosa Rodríguez vermutlich im Jahr 2001, als sie bei den Jugendweltmeisterschaften in Debrecen mit einer Weite von 12,63 m den zwölften Platz im Kugelstoßen belegte. Im Jahr darauf siegte sie bei den Jugendsüdamerikameisterschaften in Asunción mit 53,75 m im Hammerwurf sowie mit 43,87 m auch im Diskuswurf. Zudem gewann sie im Kugelstoßen mit 13,26 m die Bronzemedaille. 2004 belegte sie bei den U23-Südamerikameisterschaften in Barquisimeto mit 55,98 m den fünften Platz im Hammerwurf und gelangte im Diskusbewerb mit 42,55 m auf Rang sieben und wurde mit 13,33 m Sechste im Kugelstoßen. Anschließend schied sie bei den Juniorenweltmeisterschaften in Grosseto mit 53,10 m in der Qualifikationsrunde aus. Im Jahr darauf gewann sie bei den Südamerikameisterschaften in Cali mit 61,51 m die Bronzemedaille im Hammerwurf hinter der Argentinierin Jennifer Dahlgren und Johana Moreno aus Kolumbien. Anschließend sicherte sie sich bei den Juegos Bolivarianos in Armenia mit 61,73 m die Silbermedaille hinter der Kolumbianerin Johana Ramírez. Anfang Oktober siegte sie dann bei den Juniorensüdamerikameisterschaften in Rosario mit einem Wurf auf 57,90 m. 2006 gewann sie bei den U23-Südamerikameisterschaften, die im Zuge der Südamerikaspiele in Buenos Aires ausgetragen wurden, mit 59,77 m die Bronzemedaille im Hammerwurf hinter der Argentinierin Jennifer Dahlgren und Johana Moreno aus Kolumbien. Zudem belegte sie im Diskuswurf mit 40,59 m den siebten Platz.
2007 startete sie im Hammerwurf erstmals bei den Weltmeisterschaften in Osaka und schied dort mit 61,77 m in der Qualifikationsrunde aus. Im Jahr darauf gewann sie bei den Ibero-Amerikanischen Meisterschaften in Iquique mit 65,96 m die Goldmedaille und belegte anschließend bei den Zentralamerika- und Karibik-Meisterschaften (CAC) in Cali mit 63,76 m den fünften Platz. Anschließend siegte sie bei den U23-Südamerikameisterschaften in Lima mit einer Weite von 64,76 m. 2009 gelangte sie bei den Südamerikameisterschaften ebendort mit 60,66 m auf den vierten Platz und gewann anschließend bei den CAC-Meisterschaften in Havanna mit 69,06 m die Silbermedaille hinter der Kubanerin Arasay Thondike. Im August verpasste sie bei den Weltmeisterschaften in Berlin mit 65,88 m den Finaleinzug und gewann dann bei den Juegos Bolivarianos in Sucre mit 66,98 m die Silbermedaille im Hammerwurf hinter der Kolumbianerin Johana Moreno. Zudem sicherte sie sich im Kugelstoßen mit 14,32 m die Bronzemedaille hinter der Kolumbianerin Luz Dary Castro und ihrer Landsfrau Ahymará Espinoza. Auch im Diskusbewerb gewann sie mit 39,72 m die Bronzemedaille hinter ihrer Landsfrau María Cubillán und Luz Dary Castro aus Kolumbien. Im Jahr darauf gewann sie bei den Ibero-Amerikanischen Meisterschaften in San Fernando mit 67,58 m die Bronzemedaille im Hammerwurf hinter der Argentinierin Jennifer Dahlgren und Berta Castells aus Spanien. Anschließend sicherte sie sich bei den Zentralamerika- und Karibikspielen in Mayagüez mit 64,16 m die Silbermedaille hinter Johana Moreno aus Kolumbien. 2011 gewann sie bei den Südamerikameisterschaften in Buenos Aires mit einer Weite von 67,28 m die Bronzemedaille hinter Dahlgren und Moreno. Daraufhin sicherte sie sich bei den CAC-Meisterschaften in Mayagüez mit 65,74 m die Silbermedaille hinter Moreno und gewann dann bei den Militärweltspielen in Rio de Janeiro mit 67,16 m die Bronzemedaille hinter der Chinesin Zhang Wenxiu und Natalija Solotuchina aus der Ukraine. Im Oktober startete sie bei den Panamerikanischen Spielen in Guadalajara und belegte dort mit 64,78 m den achten Platz. Im Jahr darauf siegte sie mit 71,76 m bei den Ibero-Amerikanischen Meisterschaften in Barquisimeto und nahm dann an den Olympischen Sommerspielen in London teil und schied dort mit 67,34 m in der Qualifikationsrunde aus.
2013 stellte sie in Barquisimeto mit 73,64 m den aktuellen venezolanischen Landesrekord auf und siegte anschließend bei den Südamerikameisterschaften in Cartagena mit einer Weite von 68,38 m, ehe sie bei den Weltmeisterschaften in Moskau mit 69,35 m den Finaleinzug verpasste. Ende November siegte sie auch bei den Juegos Bolivarianos in Trujillo mit 73,36 m. Im Jahr darauf gewann sie bei den Südamerikaspielen in Santiago de Chile mit einem Wurf auf 68,61 m und im November wurde sie bei den Zentralamerika- und Karibikspielen in Xalapa mit 67,47 m Vierte. 2015 verteidigte sie bei den Südamerikameisterschaften in Lima mit 71,66 m ihren Titel und daraufhin siegte sie mit 71,61 m auch bei den Panamerikanischen Spielen in Toronto. Anschließend gelangte sie bei den Weltmeisterschaften in Peking mit 67,78 m im Finale auf Rang elf. Im Oktober gewann sie bei den Militärweltspielen in Mungyeong mit 67,54 m die Bronzemedaille hinter der Chinesin Zhang Wenxiu und Anna Bulgakowa aus Russland. Zudem belegte sie im Kugelstoßen mit 11,35 m den zehnten Platz. Im Jahr darauf nahm sie erneut an den Olympischen Sommerspielen in Rio de Janeiro teil und wurde dort mit 69,26 m im Finale Zehnte.
2017 siegte sie mit 66,31 m bei den Juegos Bolivarianos in Santa Marta und im Jahr darauf gewann sie bei den Südamerikaspielen in Cochabamba mit 70,93 m die Silbermedaille hinter der Argentinierin Jennifer Dahlgren. Anschließend siegte sie mit 67,91 m bei den Zentralamerika- und Karibikspielen in Barranquilla und musste sich dann bei den Ibero-Amerikanischen Meisterschaften in Trujillo mit 67,93 m erneut Dahlgren geschlagen geben. 2019 gewann sie bei den Südamerikameisterschaften in Lima mit 66,45 m die Silbermedaille hinter der Brasilianerin Mariana Marcelino und bei den Panamerikanischen Spielen ebendort sicherte sie sich mit 69,48 m die Bronzemedaille hinter den US-Amerikanerinnen Gwen Berry und Brooke Andersen. 2020 siegte sie mit 69,55 m beim Kip Keino Classic und im Jahr darauf siegte sie mit 73,34 m beim P-T-S Meeting sowie mit 70,52 m beim Kladno hází a Kladenské memoriály. Anfang August startete sie bei den Olympischen Sommerspielen in Tokio, verpasste dort aber mit 68,23 m den Finaleinzug. 2022 siegte sie bei den Südamerikaspielen in Asunción mit einem Wurf auf 68,90 m und im Jahr darauf siegte sie mit 71,62 m bei den Zentralamerika- und Karibikspielen in San Salvador. Anschließend siegte sie mit 68,12 m bei den Südamerikameisterschaften in São Paulo und schied bei den Weltmeisterschaften in Budapest mit 70,81 m in der Qualifikationsrunde aus. Im November gewann sie bei den Panamerikanischen Spielen in Santiago de Chile mit 71,59 m die Silbermedaille hinter der US-Amerikanerin DeAnna Price. 2024 siegte sie mit 70,95 m bei den Ibero-Amerikanischen Meisterschaften in Cuiabá, ehe sie im August bei den Olympischen Sommerspielen in Paris mit 72,98 m im Finale den achten Platz belegte. Im Jahr darauf siegte sie mit 71,04 m bei den Südamerikameisterschaften in Mar del Plata.
In den Jahren 2005, 2010 und 2011 sowie 2018 wurde Rodríguez venezolanische Meisterin im Hammerwurf.

## Persönliche Bestleistungen
- Kugelstoßen: 15,07 m, 14. Mai 2011 in Barquisimeto
- Diskuswurf: 44,63 m, 14. Dezember 2011 in Barquisimeto
- Hammerwurf: 73,64 m, 16. Mai 2013 in Barquisimeto (venezolanischer Rekord)